# Sovremennyklasse
De Sovremenny-klasse is een NAVO-codenaam voor schepen van Projekt 956 (Russisch: Эскадренные миноносцы проекта 956 Сарыч). Deze torpedobootjagers zijn de belangrijkste verdediging tegen oppervlakteschepen van de Russische Marine.
Het is ontworpen als raketaanvalsschip, terwijl het ook zee- en luchtverdediging levert voor oorlogsschepen en transportschepen onder escorte. Het completeert de Oedaloj-klasse-torpedobootjagers bij anti-onderzeeboot operaties. De Sovjetaanduiding is Project 956 Sarytsj (Buizerd).

## Geschiedenis
De eerste Sovremenny-klasse-torpedobootjager kwam in 1980 in dienst. In totaal zijn er 18 gebouwd voor de Russische Marine, maar er zijn er nog maar 12 in dienst door gebrek aan geld en getraind personeel. Alle schepen zijn gebouwd door Severnaja Verf (noordelijke werf) 190 in Sint-Petersburg.
De schepen hebben een maximum waterverplaatsing van 7940 ton bij een lengte van 156 meter, breedte van 17,3 m en een diepgang van 6,5 meter. Ze zijn bewapend met een anti-onderzeeboothelikopter, 44 luchtdoelraketten, acht anti-scheepsraketten, torpedo's, zeemijnen, lange-afstandskanonnen en een geavanceerd elektronisch oorlogsvoeringssysteem.
In totaal zijn er drie versies van de klasse. Het originele Project 956 is bewapend met de 3M80 versie van de Moskit anti-scheepsraket. De opvolger, Project 956A, is bewapend met de verbeterde 3M80M versie van de Moskit, met een groter bereik. Het belangrijkste verschil tussen de twee is dat de lanceerbuizen op de 956A langer zijn dan die van de 956 om de grotere lengte van de raketten te herbergen. Deze buizen kunnen ook de originele 3M80 raketten lanceren. Een derde versie, Project 956EM, werd ontwikkeld voor de Marine van het Volksbevrijdingsleger van de Volksrepubliek China.

## Ontwerp

### Commando en Controle
De gevechtssystemen van het schip kunnen gebruikmaken van doelinformatie van actieve en passieve sensoren van het eigen schip, andere schepen uit de vloot, van patrouillevliegtuigen of via een communicatielink van de helikopter. Het is in staat meerdere doelen tegelijk aan te vallen.

### Raketten
Het schip is uitgerust met het Raduga Moskit anti-scheepsraketsysteem met twee vier-celslanceerders aan bakboord en stuurboordzijde van het voorste eiland. Het schip heeft acht Moskit 3M80E raketten aan boord. Ze hebben een bereik van 10 tot 120 km.
Er werden ook twee Sjtil luchtdoelraketsystemen geïnstalleerd, op het verhoogde eiland achter de dubbelloops 130 mm kanonnen. Sjtil is de exportnaam van de SA-N-7, NAVO-codenaam "Gadfly". Vanaf het 9e schip werd deze installatie ook gebruikt voor de SA-N-17 "Grizzly" en SA-N-12 "Yezj". Het systeem gebruikt de driedimensionale roterende scanradar van het schip voor het doelzoeken en volgen. Er kunnen tot drie raketten tegelijk gericht worden. Het bereik is 25 km tegen doelen met een snelheid tot zo'n 830 m/s. Het schip heeft 48 Sjtil-raketten aan boord.

### Kanonnen
De 130 mm-kanonnen van het schip zijn de AK-130-MR-184. Het systeem bevat onder meer een computercontrolesysteem met elektronische- en televisiebeelden. De kanonnen kunnen volledig automatisch bestuurd worden door het radarcontrolesysteem, onder autonome controle door middel van het "Kondesor" optische zichtsysteem, maar ook manueel. De vuursnelheid is niet exact bekend, maar meerdere Russische bronnen claimen ongeveer 30-40 patronen per minuut per loop. Dat is in lijn met de Franse Creusot-Loire 100 mm of de Italiaanse OTO-Melara 127 mm, maar sneller dan de Amerikaanse Mark 45.
Het schip heeft vier zesloops 30 mm AK-630 systemen. De maximale vuursnelheid bedraagt 5.000 patronen per minuut. Het bereik is 4.000 m voor laagvliegende anti-scheepsraketten en 5.000 m voor lichte oppervlaktedoelen. Het kanon is uitgerust met radar- en televisierichtsystemen. De laatste Sovremenny's hebben het CADS-N-1 Kasjtan CIWS systeem in plaats van de AK-630.

### Anti-Onderzeebootsystemen
De torpedobootjager heeft twee dubbele 533 mm torpedobuizen en twee zes-loops RBU-1000 anti-onderzeebootraketlanceerders, met 48 raketten. Bereik is 1.000 m met een 55 kg springkop.

### Helikopter
Het helikopterplatform van het schip heeft een Kamov Ka-27 (NAVO-codenaam: "Helix") anti-onderzeeboothelikopter. De helikopter kan tot 200 km van het schip opereren.

### Countermeasures
De torpedobootjagers zijn uitgerust met een elektronisch countermeasure systeem en hebben 200 raketten voor de decoylanceerders, model PK-2

### Sensoren
Het schip is uitgerust met drie navigatieradars, een luchtdoelradar en vuurleidingsradars voor de 130 mm en 30 mm kanonnen. De sonargroep bevat actieve en passieve zoek en aanvalssonarsondes in de romp.

### Aandrijving
Het aandrijvingssysteem bestaat uit twee stoomturbines, die elk 50.000 pk produceren in combinatie met vier hogedrukketels. Met twee schroeven heeft het schip een maximumsnelheid van net geen 33 knopen. Op een kruissnelheid van 18 knopen bedraagt het bereik 3.920 zeemijl.

## Schepen
Russische Marine:
- Sovremenny - Современный - (1980), uit dienst in 1998, gesloopt in 2003
- Ottsjajanny - Отчаянный - (1982), uit dienst in 1998
- Otlitsjny - Отличный - (1983), uit dienst in 1998
- Osmotritelny - Осмотрительный - (1984), uit dienst in 1997
- Bezoepretsjny - Безупречный - (1985), uit dienst in 2003
- Bojevoj - Боевой - (1986)
- Stojki - Стойкий - (1986), uit dienst in 1998
- Okryljonny - Окрылённый - (1987), uit dienst in 1998, gesloopt in 1999
- Boerny - Бурный - (1988)
- Gremjasjtsji - Гремящий - (oorspronkelijk Vedoesjtsji - Ведущий)(1988)
- Bystry - Быстрый - (1989)
- Rastoropny - Расторопный - (1989)
- Bezbojaznenny - Безбоязненный - (1990)
- Bezoederzjny -Безудержный - (1991)
- Bespokojny - Беспокойный - (1992)
- Nastojtsjivy - Настойчивый (oorspronkelijk Moskovski Kosomolets) (1993)
- Besstrasjny - Бесстрашный (1994)

Marine van het Volksbevrijdingsleger:
- Vazjny - Важный - (verkocht aan China als DDG 136 杭州 Hangzhou voordat het afgebouwd was)
- Vdoemtsjivy - Вдумчивый - (Verkocht aan China als DDG 137 福州 Fuzhou voordat het afgebouwd was)
- DDG 138 泰州 Taizhou, verbeterde 956EM gebouwd voor China. (2005)
- DDG 139 宁波 Ningbo, verbeterde 956EM gebouwd voor China in 2006